# Flytjord
Flytjord är en typ av siltjord som har mycket högt vatteninnehåll och hög kapillaritet i kombination med dålig kohesion. Den höga vattenhalten gör marken rörlig och instabil, i synnerhet på sluttningar. Vissa växter föredrar att växa på flytjord.